# 馬拉威奧林匹克和大英國協協會
馬拉威奧林匹克和大英國協協會（英語：Olympic and Commonwealth Games Association of Malawi）是馬拉維的國家奧林匹克委員會以及英聯邦運動會的委員會。該組織成立於1968年，是國際奧委會和非洲國家奧林匹克委員會聯合會的成員。1972年，首次派員參加在西德慕尼黑舉行的夏季奧運會。
現時，馬拉威奧林匹克和大英國協協會的總部設在首都里朗威，主席是Mr Oscar Kanjala。

## 資料來源
1. ↑  .   [2014-04-20]. （原始内容存档于2016-06-24）. （页面存档备份，存于）